# Jaylen Nowell
Jaylen Clinton Andrew Nowell, né le 9 juillet 1999 à Seattle dans l'État de Washington, est un joueur américain de basket-ball évoluant au poste d'arrière et mesurant 1,91 m.

## Biographie

### Carrière universitaire
Entre 2017 et 2019, il joue pour les Huskies de Washington.

### Carrière professionnelle

#### Timberwolves du Minnesota (2019-2023)
Jaylen Nowell est drafté au second tour en 43e position de la draft NBA 2019 par les Timberwolves du Minnesota.
Le 6 août 2019, il signe un contrat de quatre saisons (la première étant uniquement garantie) avec les Timberwolves du Minnesota.

#### Grizzlies de Memphis (2023)
En novembre 2023, il signe un contrat de 10 jours en faveur des Grizzlies de Memphis.

#### Pistons de Détroit (2024)
En avril 2024, il signe un contrat de 10 jours en faveur des Pistons de Détroit.

#### Pelicans de La Nouvelle-Orléans (2024)
Nowell s'engage avec les Pelicans de La Nouvelle-Orléans en octobre 2024. Il est coupé le 20 novembre 2024.

#### Wizards de Washington (février 2025)
En février 2025, il signe un contrat de 10 jours avec les Wizards de Washington mais n'évolue pas avec les Wizards durant cette période.

## Statistiques

### Universitaires
| Saison    | Équipe     | Matchs | Titul. | Min./m | % Tir | % 3pts | % LF | Rbds/m. | Pass/m. | Int/m. | Ctr/m. | Pts/m. |
| --------- | ---------- | ------ | ------ | ------ | ----- | ------ | ---- | ------- | ------- | ------ | ------ | ------ |
| 2017-2018 | Washington | 34     | 32     | 32,5   | 45,1  | 35,1   | 80,0 | 3,97    | 2,71    | 1,06   | 0,26   | 16,03  |
| 2018-2019 | Washington | 36     | 36     | 34,4   | 50,2  | 44,0   | 77,9 | 5,28    | 3,11    | 1,28   | 0,25   | 16,17  |
| Carrière  | Carrière   | 70     | 68     | 33,5   | 47,6  | 39,6   | 78,9 | 4,64    | 2,91    | 1,17   | 0,26   | 16,10  |

### Professionnelles

#### Saison régulière
| Saison    | Équipe    | Matchs | Titul. | Min./m | % Tir | % 3pts | % LF  | Rbds/m. | Pass/m. | Int/m. | Ctr/m. | Pts/m. |
| --------- | --------- | ------ | ------ | ------ | ----- | ------ | ----- | ------- | ------- | ------ | ------ | ------ |
| 2019-2020 | Minnesota | 15     | 0      | 10,1   | 35,8  | 11,5   | 94,1  | 0,87    | 1,27    | 0,20   | 0,07   | 3,80   |
| 2020-2021 | Minnesota | 42     | 0      | 18,1   | 42,4  | 33,3   | 81,8  | 2,30    | 1,50    | 0,50   | 0,30   | 9,00   |
| 2021-2022 | Minnesota | 62     | 1      | 15,7   | 47,5  | 39,4   | 78,3  | 2,00    | 2,10    | 0,40   | 0,20   | 8,50   |
| 2022-2023 | Minnesota | 65     | 2      | 19,3   | 44,8  | 28,9   | 77,8  | 2,60    | 2,00    | 0,60   | 0,10   | 10,80  |
| 2023-2024 | Memphis   | 9      | 1      | 17,4   | 40,0  | 17,4   | 100,0 | 1,60    | 1,80    | 0,30   | 0,00   | 5,70   |
| 2023-2024 | Détroit   | 4      | 0      | 14,4   | 52,2  | 33,3   | 66,7  | 2,50    | 0,80    | 0,30   | 0,50   | 7,50   |
| Carrière  | Carrière  | 197    | 4      | 17,0   | 44,6  | 31,7   | 79,8  | 2,20    | 1,80    | 0,50   | 0,20   | 8,90   |

Mise à jour le 3 novembre 2024

#### Playoffs
| Saison   | Équipe    | Matchs | Titul. | Min./m | % Tir | % 3pts | % LF | Rbds/m. | Pass/m. | Int/m. | Ctr/m. | Pts/m. |
| -------- | --------- | ------ | ------ | ------ | ----- | ------ | ---- | ------- | ------- | ------ | ------ | ------ |
| 2022     | Minnesota | 1      | 0      | 12,0   | 30,0  | 0,0    | —    | 0,00    | 1,00    | 1,00   | 0,00   | 6,00   |
| 2023     | Minnesota | 5      | 0      | 12,4   | 23,1  | 33,3   | 50,0 | 1,00    | 0,60    | 0,00   | 0,00   | 3,20   |
| Carrière | Carrière  | 6      | 0      | 12,3   | 25,0  | 21,4   | 50,0 | 0,80    | 0,70    | 0,20   | 0,00   | 3,70   |

Mise à jour le 20 juin 2023

## Records sur une rencontre en NBA
Les records personnels de Jaylen Nowell en NBA sont les suivants, :
| Type de statistique        | Saison régulière | Saison régulière                  | Saison régulière | Playoffs | Playoffs               | Playoffs      |
| Type de statistique        | Record           | Adversaire                        | Date             | Record   | Adversaire             | Date          |
| -------------------------- | ---------------- | --------------------------------- | ---------------- | -------- | ---------------------- | ------------- |
| Points                     | 29               | Celtics de Boston                 | 27 décembre 2021 | 6        | @ Grizzlies de Memphis | 19 avril 2022 |
| Paniers marqués            | 11               | @ Pelicans de La Nouvelle-Orléans | 11 mars 2021     | 3        | @ Grizzlies de Memphis | 19 avril 2022 |
| Paniers tentés             | 18               | Celtics de Boston                 | 27 décembre 2021 | 10       | @ Grizzlies de Memphis | 19 avril 2022 |
| Paniers à 3 points réussis | 6                | 2 fois                            | 2 fois           | -        | -                      | -             |
| Paniers à 3 points tentés  | 9                | Celtics de Boston                 | 27 décembre 2021 | 5        | @ Grizzlies de Memphis | 19 avril 2022 |
| Lancers francs réussis     | 5                | 4 fois                            | 4 fois           | -        | -                      | -             |
| Lancers francs tentés      | 6                | 3 fois                            | 3 fois           | -        | -                      | -             |
| Rebonds offensifs          | 3                | 2 fois                            | 2 fois           | -        | -                      | -             |
| Rebonds défensifs          | 6                | Knicks de New York                | 31 mars 2021     | -        | -                      | -             |
| Rebonds totaux             | 6                | 6 fois                            | 6 fois           | -        | -                      | -             |
| Passes décisives           | 7                | Thunder d'Oklahoma City           | 9 mars 2022      | 1        | @ Grizzlies de Memphis | 19 avril 2022 |
| Interceptions              | 3                | 3 fois                            | 3 fois           | 1        | @ Grizzlies de Memphis | 19 avril 2022 |
| Contres                    | 2                | 3 fois                            | 3 fois           | -        | -                      | -             |
| Balles perdues             | 4                | @ Grizzlies de Memphis            | 2 avril 2021     | -        | -                      | -             |
| Minutes jouées             | 35               | Celtics de Boston                 | 27 décembre 2021 | 12       | @ Grizzlies de Memphis | 19 avril 2022 |

- Double-double : 0
- Triple-double : 0

Dernière mise à jour : 15 juillet 2022